# Barbara Tiemann
Barbara Tiemann (* 19. Januar 1940 in Hamburg) ist eine deutsche Bibliothekarin.

## Leben und Wirken
Barbara Tiemann studierte Musikwissenschaft, Romanistik, Geschichte, Philosophie und Pädagogik. 1971 promovierte sie an der Universität Hamburg. Zuvor hatte sie 1962 eine staatliche Prüfung für Musikerziehung abgelegt und 1970 das Staatsexamen für den höheren Schuldienst. Ab 1971 war sie zunächst wissenschaftliche Mitarbeiterin an der Universität Hamburg. Als Bibliotheksreferendarin an der Staats- und Universitätsbibliothek Hamburg trat sie 1974 in die Ausbildung für den höheren Bibliotheksdienst ein und absolvierte die Fachprüfung hierfür 1977. Von 1978 bis 1982 leitete sie das Projekt der Joachim-Jungius-Gesellschaft der Wissenschaften in Hamburg „Privatbibliotheken in Norddeutschland“. Nach kurzer Tätigkeit an der Stadt- und Universitätsbibliothek Frankfurt/M. bzw. der Bibliotheksschule Frankfurt wechselte sie nach Berlin an die Bibliothek der Hochschule der Künste und leitete diese von 1983 bis zum Eintritt in den Ruhestand im Jahre 2000.
Nebenamtlich hatte sie einen Lehrauftrag für Buch- und Bibliotheksgeschichte an der Freien Universität Berlin inne.

## Veröffentlichungen
- „Aquellos siglos dorados“. Die Sammlungen der Cid-Romanzen. Ihre Herausbildung in Spanien und ihre Aufnahme im Ancien Régime Frankreichs. In: Romanistisches Jahrbuch, Bd. 24 (1973), S. 241–293.

- Sebastian Brant und das frühe Emblem in Frankreich. In: Deutsche Vierteljahrsschrift für Literaturwissenschaft und Geistesgeschichte, Bd. 47 (1973), S. 598–644.

- Fabel und Emblem. Gilles Corrozet und die französische Renaissance-Fabel (= Humanistische Bibliothek, Reihe 1, Bd. 18). Fink, München 1974 (Dissertation Universität Hamburg).
- Typographie und Zahlenkomposition im Narrenschiff von 1494. In: Philobiblon, Bd. 22 (1978), S. 95–133.
- (mit Annelen Ottermann): Katalog der Butendach-Bibliothek der Ev.-Reformierten Gemeinde Lübeck. Joachim-Jungius-Gesellschaft der Wissenschaften, Hamburg 1984.
- Die Butendach-Bibliothek in der Reformierten Kirche zu Lübeck. Der Sammler und seine Sammlung. In: Zeitschrift des Vereins für Lübeckische Geschichte und Altertumskunde, Bd. 65 (1985), S. 143–221.
- (Hrsg.): Die Buchkultur im 15. und 16. Jahrhundert. Zwei Teile. Maximilian-Gesellschaft, Hamburg 1995/1999, ISBN 3-921743-40-0.